# Колосков, Юрий Вениаминович
Юрий Вениаминович Колосков (1929 — 2016) — советский военачальник, генерал-майор. Начальник Высшего пограничного военно-политического Краснознамённого училища КГБ СССР имени К. Е. Ворошилова (1982—1990).

## Биография
Родился 2 февраля 1929 года в Ташкенте Узбекской ССР, в семье офицера Красной армии.
С 1939 по 1946 год обучался в Ташкентском суворовском военном училище НКВД СССР. С 1946 по 1948 год обучался в Московском военном училище войск НКВД СССР. В 1951 году окончил заочное отделение филологического факультета Саратовского государственного университета.
С 1948 по 1982 год служил на командных и политических должностях в Пограничных войсках НКВД СССР — МВД СССР — МГБ СССР — КГБ при СМ СССР. С 1965 по 1982 служил в Восточном пограничном округе в должностях: с 1965 по 1972 год — начальник политического отдела и заместитель начальника 129-го Пржевальского пограничного отряда. С 1972 по 1978 год — заместитель начальника, с 1978 по 1982 год — начальник политического отдела и заместитель начальника (командующего) войск Восточного пограничного округа, участвовал в Афганской войне.
С 1982 по 1990 год — начальник Высшего пограничного военно-политического Краснознамённого училища КГБ СССР имени К. Е. Ворошилова (Голицыно, Московская область).
С 1990 года после отставки находился в Приднестровье в качестве советника МГБ ПМР, являлся организатором частей специального назначения и пограничных отрядов этой республики. С 1992 года участник вооружённого конфликта в Приднестровье. С 1993 года
был советником народного депутата Б. В. Тарасова, являлся одним из участников обороны Верховного Совета Российской Федерации. С 1994 года являлся военным советником председателя Временного совета Чеченской республики и одного из лидеров антидудаевской оппозиции Умара Автурханова.
По словам первого президента Приднестровья И. Н. Смирнова об участии Юрия Колоскова в создании пограничных сил республики: 

Вдумайтесь, приехал простой советский генерал. Хотя в Советском Союзе не было простых генералов. Он передал свой опыт с одной целью, с той же, с которой создавалось наше государство — защитить жизнь людей, причём всех национальностей. Всех, кто проживает на этой земле. Он был не из тех, кто при развале Союза бросил офицерскую честь под ноги, а пришёл помочь людям. Я благодарен вам за то, что вы помните, за то, что создаёте самое важное — память о том, как надо служить нашему приднестровскому народу
Скончался 8 декабря 2016 года в Москве, похоронен на Троекуровском кладбище.

## Награды
- Орден Дружбы народов
- Орден Красной Звезды
- Орден «За службу Родине в Вооруженных Силах» III степени
- афганский Орден «Звезда»
- Почётный сотрудник госбезопасности[1]
- Почётный сотрудник МГБ ПМР[6]
- Почётный знак Московской областной Думы «За трудовую доблесть» (8.10.2015 — «за многолетнюю плодотворную деятельность по подготовке высококвалифицированных офицерских кадров и большой вклад в патриотическое воспитание молодого поколения»)[7]

## Память
- 25 мая 2018 года пограничной заставе «Тирасполь» в Приднестровье было присвоено имя генерал-майора Юрия Вениаминовича Колоскова[5]